# Кус, Йозеф
Йозеф Кус (чеш. Josef Kus; 1 июня 1921, Прага — 23 июля 2005, Шумперк) — чехословацкий хоккеист, выступавший за команду «ЛТЦ Прага» и национальную сборную Чехословакии. Чемпион мира и Европы 1947 года.

## Биография
Йозеф Кус родился 1 июня 1921 года в Праге.
Лучшие годы своей карьеры Кус провёл в славном клубе «ЛТЦ Прага», с которым 4 раза становился чемпионом Чехословацкой хоккейной лиги. Также играл за пражскую «Спарту», с которой также становился чемпионом Чехословакии, в 1953 году, завершив свою хоккейную карьеру после чемпионского сезона.
С 1946 по 1947 год Кус выступал за национальную сборную Чехословакии по хоккею. В 1947 году стал чемпионом мира и Европы. Всего за сборную Чехословакии провёл 9 игр, забросил 5 шайб.
Умер 23 июля 2005 года, в возрасте 84 лет.

## Достижения
- Чемпион мира 1947
- Чемпион Европы 1947
- Чемпион Чехословакии 1946, 1947 и 1953
- Чемпион Богемии и Моравии 1942 и 1944
- Победитель Кубка Шпенглера 1946